# Brienne-sur-Aisne
Brienne-sur-Aisne település Franciaországban, Ardennes megyében. Lakosainak száma 276 fő (2022. január 1.). Brienne-sur-Aisne Évergnicourt, Neufchâtel-sur-Aisne, Pignicourt, Avaux, Poilcourt-Sydney, Vieux-lès-Asfeld és Auménancourt községekkel határos.

## Népesség
A település népességének változása:
| Lakosok száma | 196  | 162  | 149  | 174  | 193  | 222  | 258  | 271  | 274  | 276  |
|               | 1968 | 1982 | 1990 | 2006 | 2013 | 2015 | 2017 | 2019 | 2020 | 2022 |